# Alistair McCann
Alistair "Ali" McCann, né le 4 décembre 1999 à Édimbourg en Écosse, est un footballeur international nord-irlandais. Il évolue au poste de milieu de terrain à Preston North End.

## Biographie

### En club
Né à Édimbourg en Écosse d'un père nord-irlandais et d'une mère anglaise, Alistair McCann est formé par le St Johnstone FC. Il joue son premier match en professionnel le 29 janvier 2018, à l'occasion d'une rencontre de coupe d'Écosse face à Albion Rovers FC. Il entre en jeu en cours de partie lors de cette rencontre remportée sur le score de quatre buts à zéro par son équipe. Le 5 mai 2018, il fait sa première apparition en Scottish Premiership face au Motherwell FC, contre qui son équipe s'impose par cinq buts à un. 
Le 10 avril 2019, McCann est prêté au Stranraer FC.
Le 31 août 2021, lors du dernier jour du mercato estival, Alistair McCann s'engage en faveur de Preston North End pour un contrat de quatre ans. Il inscrit son premier but pour Preston le 3 novembre 2021 contre l'AFC Bournemouth, en championnat. Titulaire, il donne la victoire de son équipe en inscrivant le dernier but des siens (1-2 score final). 

### En sélection
Alistair McCann reçoit sa première sélection avec l'équipe d'Irlande du Nord espoirs le 10 octobre 2019, contre le Danemark. Il est titulaire lors de cette rencontre perdue par les siens sur le score de deux buts à un.
Alistair McCann honore sa première sélection avec l'équipe nationale d'Irlande du Nord le 15 novembre 2020, contre l'Autriche. Il est titulaire et son équipe s'incline par deux buts à un,.
McCann inscrit son premier but en sélection le 30 mai 2021, lors d'un match amical contre Malte. Il est titularisé et participe à la victoire de son équipe par trois buts à zéro.

## Palmarès

### En club
- St Johnstone
  - Vainqueur de la Coupe de la Ligue écossaise en 2021
  - Vainqueur de la Coupe d'Écosse en 2021